# 울주 지내리 지석묘
울주 지내리 지석묘(蔚州 池內里 支石墓)는 울산광역시 울주군 상북면에 있는 고인돌이다. 1998년 10월 19일 울산광역시의 기념물 제23호로 지정되었다.

## 개요
지내리 지석묘는 바둑판식으로 언양 송대리에서 상북 지내리의 신리마을로 연결되는 작은 길가에 위치한다. 현재 남아 있는 덮개돌은 길이 290cm, 너비 280cm, 두께 170cm 정도로, 받침돌로 보여지는 것은 4매가 관찰되며, 상석단면은 삼각형이다.
또한 덮개돌 위에는 작은 돌로 문질러서 둥글고 오목하게 파인 알[卵] 모양의 구멍들이 있는데, 이런 구멍을 성혈(性穴)이라고 한다. 성혈은 여성 성기의 상징으로 풍요와 다산(多産)의 의미로 해석되기도 하고, 태양을 상징하는 것으로 보기도 한다. 아이를 낳지 못하는 부인들이 작은 돌로 성혈을 열심히 문질러서 그 돌이 바위에 붙으면 아들을 낳는다는 이야기가 널리 전해 오고 있다.
이 지석묘는 청동기시대 상북지역의 사회·정치·문화 등을 연구할 수 있는 중요한 자료로 평가된다.

## 참고 자료
- 울주 지내리 지석묘 - 국가유산청 국가유산포털